# .bg
.bg là tên miền Internet quốc gia (ccTLD) dành cho Bulgaria. Nó được quản lý bởi Register.bg.